# Mélèze laricin
Larix laricina
Espèce
Classification phylogénétique
Statut de conservation UICN

 LC  : Préoccupation mineure
Répartition géographique
Le mélèze laricin ou mélèze d'Amérique (Larix laricina) est un conifère du genre Larix de la famille des Pinaceae.
C'est le plus dense des résineux d'Amérique du Nord.

## Terminologie
- Au Québec, ce mélèze est parfois appelé épinette rouge dans le langage courant, bien que ce nom commun désigne aussi l'épinette rouge (Picea rubens)[2].
- Le terme tamarac (aussi orthographié tamarack), en usage au Canada, est considéré vieilli[2].
- En Acadie, le terme violon est utilisé[3].

## Synonyme
- Pinus laricina Du Roi

## Habitat
Arbre poussant le plus souvent dans des stations froides, mouillées et mal drainées comme les tourbières à sphaignes et le muskeg, mélangé à l'épinette noire et (ou) au thuya occidental.

## Description
L'arbre est droit et élancé, pouvant mesurer jusqu'à 25 m et vivre 150 ans. L'écorce est de couleur rougeâtre et écailleuse. Il fournit des fleurs au printemps qui deviennent des cônes brun pâle formés de 20 écailles lisses. Ses aiguilles sont vertes et réunies par groupe de 15 à 60 aiguilles. Elles jaunissent et tombent à l'automne.

## Utilisation
Le bois du mélèze est utilisé comme bois d'œuvre, bois d'ingénierie et bois d'apparence : plancher, meuble ou panneau mural. Comme il résiste à l'humidité et aux champignons, il peut servir à la construction de bateaux, comme poteau et comme traverse de chemin de fer.
Les Autochtones se servaient des racines pour coudre les écorces de bouleau de leurs canoës.
Du fait de sa croissance rapide, le mélèze laricin est envisagé pour du reboisement permettant de limiter les dommages causés par les incendies au Canada.

## Défoliation
Le mélèze est un rare conifère à feuilles caduques. La chute des feuilles, entre le 15 octobre et le solstice d'hiver, permet à l'arbre d'être en repos végétatif.